# Wereldkampioenschappen synchroonzwemmen 2019
De Wereldkampioenschappen synchroonzwemmen 2019 werden van 12 tot en met 20 juli 2019 gehouden in het Yeomju Gymnasium in Gwangju, Zuid-Korea. Het toernooi was integraal onderdeel van de wereldkampioenschappen zwemsporten 2019.

## Programma
| V | Voorronde | Goud | Finale |

| Onderdeel            | Juli | Juli | Juli | Juli | Juli | Juli | Juli | Juli | Juli |
| Onderdeel            | 12   | 13   | 14   | 15   | 16   | 17   | 18   | 19   | 20   |
| Solo                 | Solo | Solo | Solo | Solo | Solo | Solo | Solo | Solo | Solo |
| -------------------- | ---- | ---- | ---- | ---- | ---- | ---- | ---- | ---- | ---- |
| Technische routine   | V    | Goud |      |      |      |      |      |      |      |
| Vrije routine        |      |      |      | V    |      | Goud |      |      |      |
| Duet                 |      |      |      |      |      |      |      |      |      |
| Technische routine   | V    |      | Goud |      |      |      |      |      |      |
| Vrije routine        |      |      |      |      | V    |      | Goud |      |      |
| Gemengd duet         |      |      |      |      |      |      |      |      |      |
| Technische routine   |      | V    |      | Goud |      |      |      |      |      |
| Vrije routine        |      |      |      |      |      |      |      | V    | Goud |
| Team                 |      |      |      |      |      |      |      |      |      |
| Hoogtepunten routine |      |      |      | Goud |      |      |      |      |      |
| Technische routine   |      |      | V    |      | Goud |      |      |      |      |
| Vrije routine        |      |      |      |      |      | V    |      | Goud |      |
| Vrije combinatie     |      |      |      |      |      |      | V    |      | Goud |
| Totaal               |      | 1    | 1    | 2    | 1    | 1    | 1    | 1    | 2    |

## Medailles

### Medaillewinnaars
| Onderdeel            | Goud | Goud    | Zilver | Zilver  | Brons | Brons   |
| Solo                 | Solo | Solo    | Solo | Solo    | Solo | Solo    |
| -------------------- | --- | ------- | --- | ------- | --- | ------- |
| Technische routine   | Svetlana Kolesnitsjenko Rusland | 97,1333 | Ona Carbonell Spanje | 94,5667 | Yukiko Inui Japan | 93,2000 |
| Vrije routine        | Svetlana Romasjina Rusland | 95,0023 | Ona Carbonell Spanje | 92,5002 | Yukiko Inui Japan | 92,3084 |
| Duet                 | |         | |         | |         |
| Technische routine   | Rusland Svetlana Kolesnitsjenko Svetlana Romasjina | 95,9010 | China Huang Xuechen Sun Wenyan | 94,0072 | Oekraïne Marta Fiedina Anastasija Savtsjoek | 92,5847 |
| Vrije routine        | Rusland Svetlana Kolesnitsjenko Svetlana Romasjina | 97,5000 | China Huang Xuechen Sun Wenyan | 95,7667 | Oekraïne Marta Fiedina Anastasija Savtsjoek | 94,1000 |
| Gemengd duet         | |         | |         | |         |
| Technische routine   | Rusland Maya Goerbanberdjeva Aleksandr Maltsev | 92,0749 | Italië Manila Flamini Giorgio Minisini | 90,8511 | Japan Atsushi Abe Yumi Adachi | 88,5113 |
| Vrije routine        | Rusland Maya Goerbanberdjeva Aleksandr Maltsev | 92,9667 | Italië Manila Flamini Giorgio Minisini | 91,8333 | Japan Atsushi Abe Yumi Adachi | 90,4000 |
| Team                 | |         | |         | |         |
| Hoogtepunten routine | Oekraïne Maryna Aleksijva Vladyslava Aleksijva Valerija Aprijelijeva Veronika Hrysjko Oleksandra Kovalenko Jana Narijezjna Kateryna Reznik Anastasija Savtsjoek Alina Sjynkarenko Jelyzaveta Jachno | 94,5000 | Italië Beatrice Callegari Domiziana Cavanna Linda Cerruti Francesca Deidda Costanza Di Camillo Costanza Ferro Gemma Galli Alessia Pezone Enrica Piccoli Federica Sala | 91,7333 | Spanje Leyre Abadía Ona Carbonell Abril Conesa Berta Ferreras Cecilia Jiménez María Juárez Meritxell Mas Elena Melián Paula Ramírez Blanca Toledano                                               | 91,1333 |
| Technische routine   | Rusland Anastasia Archipovskaja Vlada Tsjigireva Maja Dorosjko Marina Goljadkina Veronika Kalinina Polina Komar Alla Sjisjkina Maria Sjoerotsjkina                                                  | 96,9426 | China Chang Hao Feng Yu Guo Li Huang Xuechen Liang Xinping Sun Wenyan Xiao Yanning Yin Chengxin                                                                       | 95,1543 | Oekraïne Maryna Aleksijva Vladyslava Aleksijva Marta Fiedina Jana Narijezjna Kateryna Reznik Anastasija Savtsjoek Alina Sjynkarenko Jelyzaveta Jachno                                             | 93,4514 |
| Vrije routine        | Rusland Anastasia Archipovskaja Vlada Tsjigireva Marina Goljadkina Veronika Kalinina Polina Komar Alla Sjisjkina Maria Sjoerotsjkina Varvara Soebbotkina                                            | 98,0000 | China Feng Yu Guo Li Huang Xuechen Liang Xinping Sun Wenyan Wang Qianyi Xiao Yanning Yin Chengxin                                                                     | 96,0333 | Oekraïne Maryna Aleksijva Vladyslava Aleksijva Marta Fiedina Jana Narijezjna Kateryna Reznik Anastasija Savtsjoek Alina Sjynkarenko Jelyzaveta Jachno                                             | 94,3667 |
| Combinatie           | Rusland Anastasia Archipovskaja Vlada Tsjigireva Maja Dorosjko Marina Goljadkina Michaela Kalantsja Veronika Kalinina Polina Komar Alla Sjisjkina Maria Sjoerotsjkina Varvara Soebbotkina           | 98,0000 | China Chang Hao Cheng Wentao Feng Yu Guo Li Liang Xinping Sun Wenyan Tang Mengni Wang Qianyi Xiao Yanning Yin Chengxin                                                | 96,5667 | Oekraïne Maryna Aleksijva Vladyslava Aleksijva Valerija Aprjeljeva Veronika Hrysjko Oleksandra Kovalenko Jana Narijezjna Kateryna Reznik Anastasija Savtsjoek Alina Sjynkarenko Jelyzaveta Jachno | 94,5333 |

### Medaillespiegel
| Plaats | Land     | Goud | Zilver | Brons | Totaal |
| 1      | Rusland  | 9    | 0      | 0     | 9      |
| 2      | Oekraïne | 1    | 0      | 5     | 6      |
| 3      | China    | 0    | 5      | 0     | 5      |
| 4      | Italië   | 0    | 3      | 0     | 3      |
| 5      | Spanje   | 0    | 2      | 1     | 3      |
| 6      | Japan    | 0    | 0      | 4     | 4      |
| Totaal | Totaal   | 10   | 10     | 10    | 30     |